# Kaspar Heinrich von Korff gen. Schmising
Kaspar Heinrich von Korff gen. Schmising (* 1616; † 1690) war Amtsdroste in Iburg und Deputierter der Ravensberger Ritterschaft.

## Leben

### Herkunft und Familie
Kaspar Heinrich von Korff wurde als Sohn des Heinrich von Korff gen. Schmising zu Tatenhausen (1583–1665, Domherr in Minden) und seiner Gemahlin Sybilla von Wendt zu Holtfeld (1589–1666) geboren. Sein Bruder Otto Heinrich war Dompropst in Münster, Johann Adolf Propst in St. Mauritz und Matthias Diplomat. 1645 heiratete er Anna Margaretha von Neuhof zu Horstmar. Aus der Ehe gingen die Tochter Sybilli Wilhelmina (⚭ Rembert Jobst von Kerssenbrock zu Brinke) und die Söhne Friedrich Matthias, Heinrich, Dietrich Otto und Ferdinand (* 1666, Ritter des Malteserordens) hervor.

### Berufliches Wirken
Kaspar Heinrich war als Amtsdroste in Iburg tätig und damit Vertreter des Landesherrn. Er leitete die Verwaltungsgeschäfte und hatte auch polizeiliche Befugnisse inne. Sein Amtssitz war der Korffsche Burgmannshof, der vom Ende des 16. Jahrhunderts – mit Unterbrechungen – bis 1714 im Familienbesitz war. Kaspar Heinrich wechselte nach Brandenburg und war dort als Rat tätig. Er war auch Deputierter der Ravensberger Ritterschaft.